# Saut au-dessus du taureau
Le saut au-dessus du taureau également nommé sauté de taureau ou Voltige avec taureau ou taurokathapsia (du grec ταυροκαθάψια) est un motif de l’art figuratif de l’âge du bronze moyen, et en particulier de la civilisation minoenne. Ce motif est également présent chez les Hittites en Anatolie, au Levant, sur le complexe archéologique bactro-margien et dans la civilisation de la vallée de l'Indus. 
La présence de ces motifs est généralement expliquée comme la représentation d’un rituel en rapport avec l’adoration du taureau. Ce rituel consiste en une voltige acrobatique par-dessus le taureau ; quand l’acrobate saisit les cornes du taureau celui-ci donne un coup violent vers le haut ce qui impulse au sauteur la vitesse nécessaire pour exécuter son saut périlleux ou autre tour acrobatique.
La pratique de la voltige acrobatique par-dessus un taureau existe de nos jours sous les formes de course de recortadores et de course landaise.

## Iconographie
Avant (1995) les voltiges avec taureaux étaient classifiées comme suit :
- Type I : l’acrobate approche le taureau par devant, saisit les cornes, et fait un salto en arrière.
- Type II : le sauteur approche le taureau par devant, et saute par-dessus les cornes sans les toucher et s’appuie avec les mains sur le dos du taureau pour faire un salto en arrière.
- Type III : l’acrobate est représenté en l'air au-dessus du dos du taureau.

Le type III est souvent trouvé chez des œuvres d’art minoennes (XIVe au XIIIe siècle av. J.-C.). Des fresques à Tell el-Dab'a datant de la 18e dynastie (XVIe au XIVe siècle av. J.-C.) montrent des images similaires à cette façon, pour cette raison ils sont attribuées aux ouvriers égyptiens qui ont reçu leur formation en Crète (plutôt que directement aux Minoens).
D’autres exemples d’une voltige avec un taureau ont été trouvés en Syrie, sous forme d’un sceau découvert au niveau VII à Alalakh (Babylone période XIXe ou XVIIIe siècle av. J.-C.) montrant deux acrobates faisant un tendu renversé sur le dos d’un taureau, avec le signe de l’Ânkh entre les deux, un autre sceau ayant appartenu à un servant de Shamshi-Adad Ier (plus ou moins 1800 av. J.-C.), ceci à côté d’autres exemples syriens. 
En plus un vase hittite datant du XVIIIe au XVe siècle av. J.-C. a été découvert en 1997 à Hüseyindede.

## La Crète minoenne
Le taureau a occupé une place centrale dans la religion de la civilisation minoenne pendant l’Âge du bronze en Crète. Comme souvent dans les civilisations autour de la Mer Méditerranée, le taureau a été en mythologie grecque un sujet de vénération. La représentation du taureau au palais de Cnossos est très répandue comme décoration.
Une autre interprétation (octobre 2007) de l’iconographie des voltiges avec taureaux est de les voir comme symboles astrologiques notamment le héros Theseus en train de sauter la constellation du Taureau. 
Le plus souvent, néanmoins on interprète l’iconographie comme représentation d’un sport rituel et ce sont des athlètes humains qui exécutent des voltiges cérémonielles avec des taureaux.

### Figurine d'ivoire

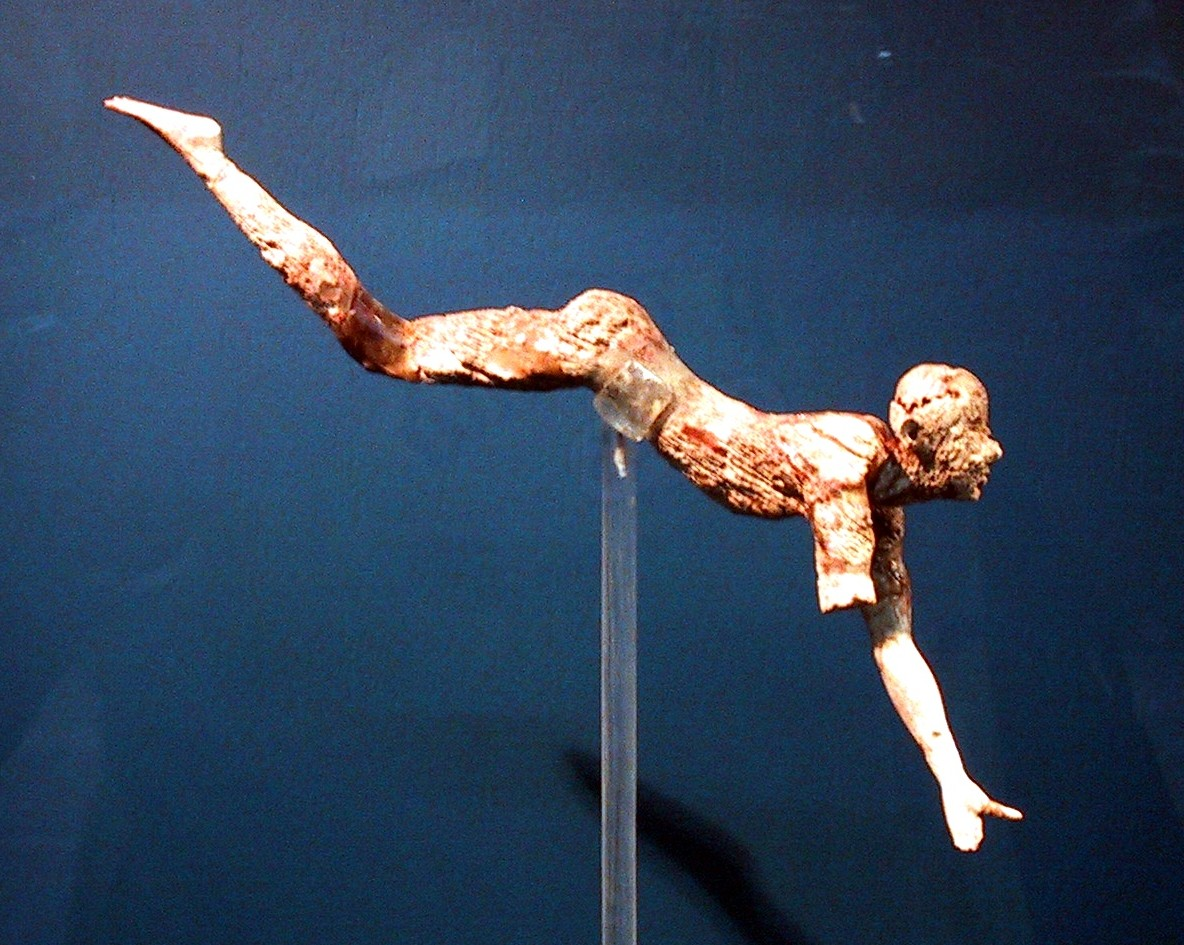
Voltige avec taureau. Ivoire

Seule figurine entière survivante d’un groupe plus large, la figurine en ivoire trouvée au palais de Cnossos (Crète) est la première représentation connue en trois dimensions d’un voltigeur avec taureau. On suppose que la figurine était suspendue à fin fil d'or au-dessus d’un taureau.

### Figurine de bronze

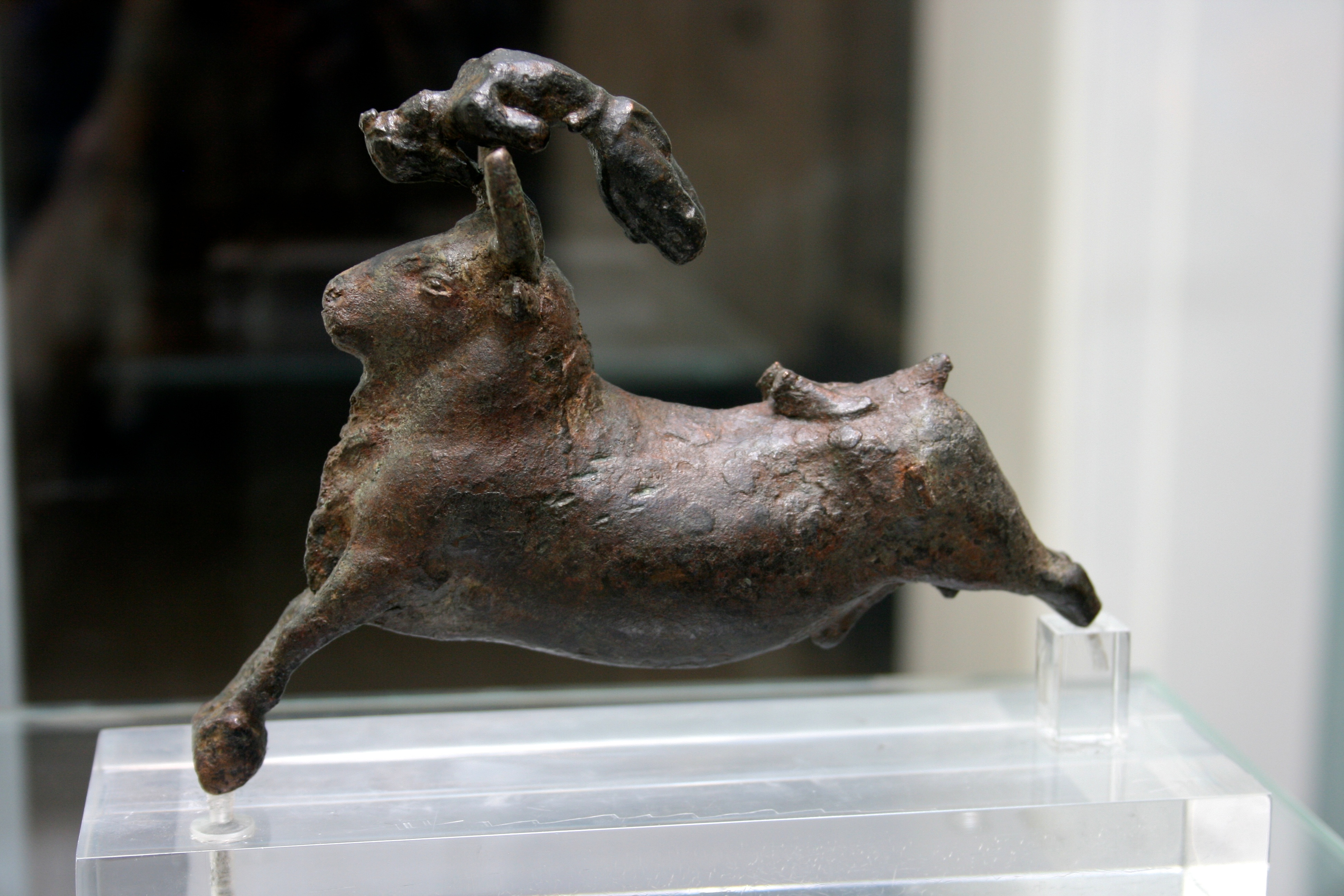
Sauteur de taureau minoen en bronze du British Museum

La seule sculpture tridimensionnelle retrouvée complète connue de la civilisation minoenne représentant un sauteur et le taureau a été découverte à Rethymnon en Crète. Elle est conservée au British Museum. 
Cette sculpture en bronze a été réalisée à partir d'un seul moule avec la technique de la cire perdue. Elle mesure 15,5 cm x 11,4 cm x 4,7 cm. L’homogénéité de l'ensemble taureau-sauteur a été démontrée par l'analyse de la composition des bronzes du taureau et du sauteur : les deux contiennent environ 96 % de cuivre, 1,5 % d'étain et 1 % de zinc. La petite quantité d'étain a probablement empêché le bronze de remplir correctement le moule. En conséquence, certains membres sont manquants (membres inférieurs du sauteur, et probablement ses bras). L'ensemble en bronze a été daté de la fin de la première période minoenne, entre le XVIIe siècle av. J.-C. et le XVe siècle av. J.-C.
Du point de vue du style, le groupe est cohérent : le dos arqué du sauteur correspond au galop du taureau. Par la position du taureau et la hauteur du sauteur, le mouvement représenté est pratiquement irréalisable. L'hypothèse la plus plausible est qu'il s'agit d'une exagération artistique,. Cette hypothèse est appuyée par les observations récentes de sauteurs de taureaux en France et en Espagne.
Arthur John Evans, le fouilleur de Knossos, publia pour la première fois cet objet dans le journal Journal of Hellenic Studies.
Evans datait le sauteur de taureau de la fin de la période minoenne I soit une date approximative de 1600 BC.
Il fut acquis par le British Muséum en 1966 comme l'un des éléments de la collection du Capitaine Edward George Spencer-Churchill (1876-1964). Celui-ci l'avait acquis en Crête en 1921. Cet objet était largement connu avant son acquisition et exposé dans le Muséum. Il a servi à illustrer de nombreux livres et en particulier « l'acrobate de Minos » de L.N Lavolle,, et fut présenté à l'Académie Britannique en 1936.
Le sauteur de taureau fut le 18e objet  de la série 4 de la BBC Une histoire du monde en cent objets. La quatrième semaine de la série fut intitulée Le commencement des sciences et de la littérature : Neil MacGregor mis en évidence l'importance du bronze, utilisé pour fabriquer des outils aussi bien que des objets d'art et son rôle central dans le commerce de la Méditerranée à l'âge du Bronze.
La BBC fit la promotion de Une histoire du monde en cent objets par la publicité télévisuelle. L'un des spots de 30 secondes fit la promotion commerciale de la tauromachie en Espagne et fut créé par l'agence Fallon Worldwide.

## Voltige contemporaine

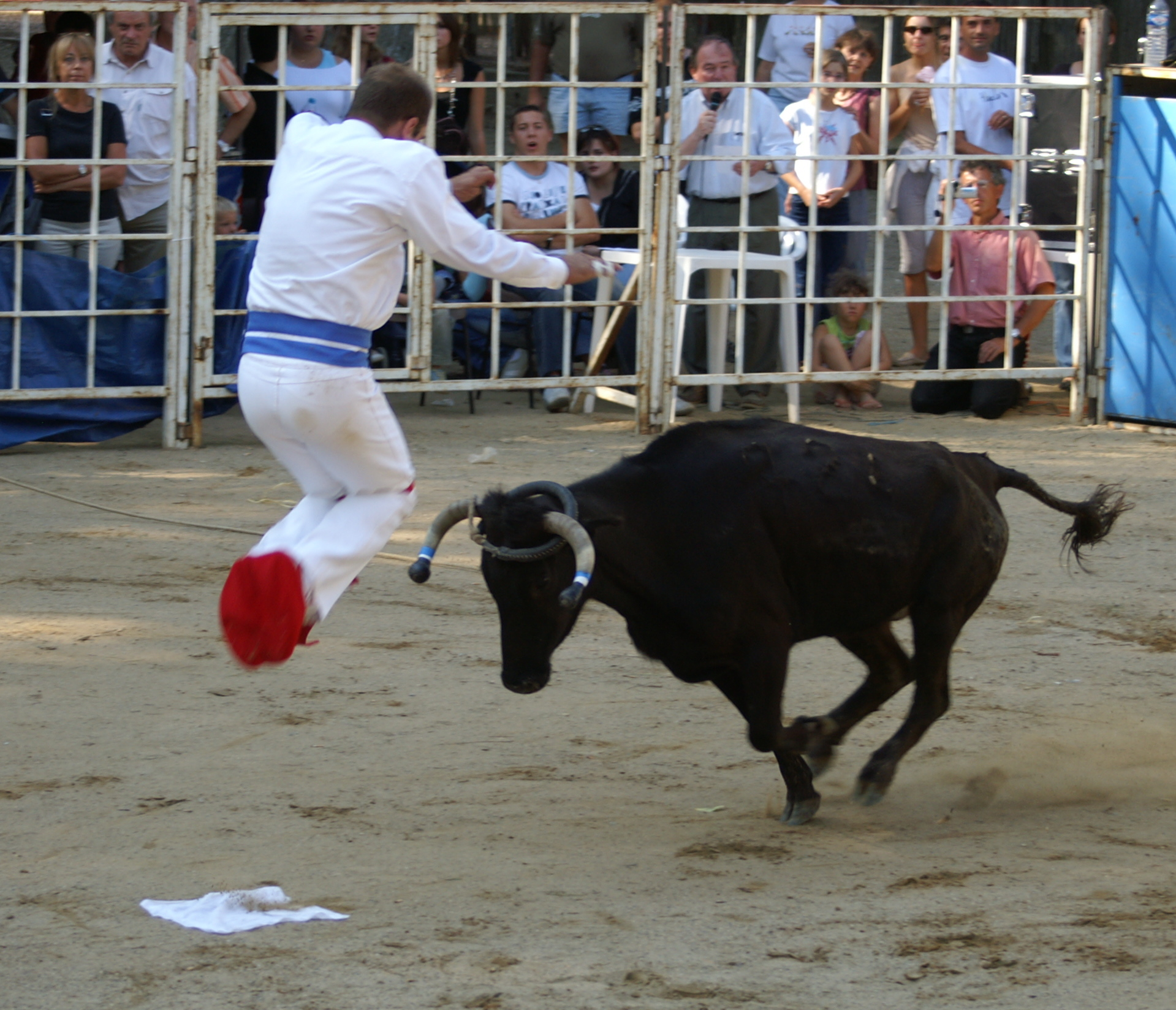
Sauteur de Course landaise

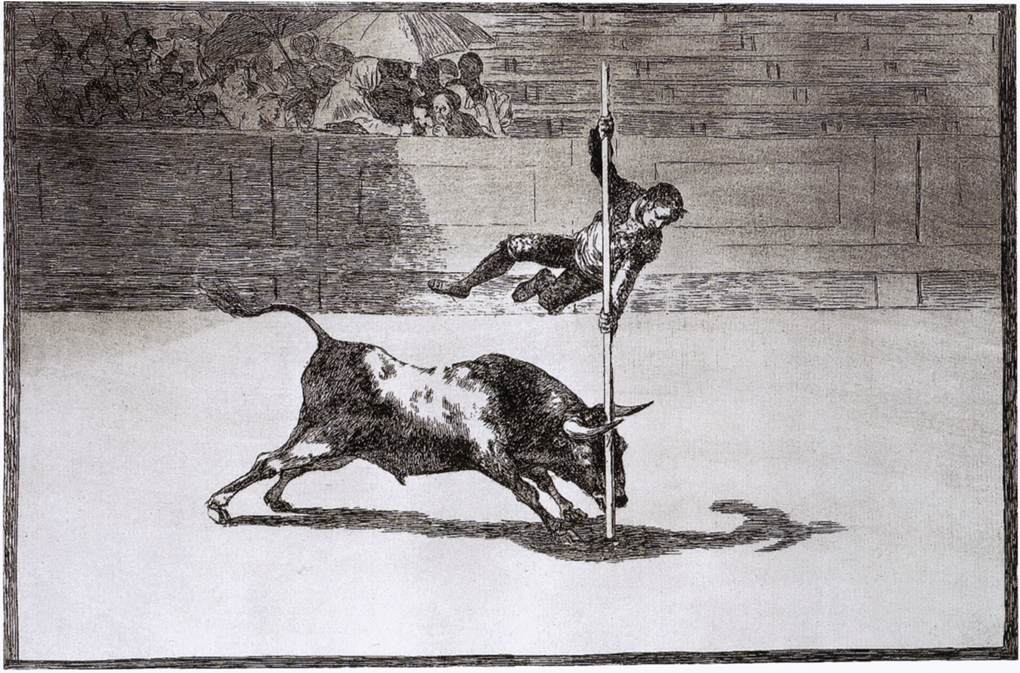
La vitesse et l’audace de Juanito Apiñani aux arènes de Madrid (1815-16). Eau-forte et couleur à l’eau par Francisco de Goya.

De nos jours on peut encore voir des voltiges avec taureaux dans le Sud-Ouest de la France ou cette tradition est connue en tant que Course landaise (bien que ce sport périlleux est maintenant fait avec des jeunes vaches au lieu de taureaux). Mont-de-Marsan, Nogaro et Castelnau-d'Auzan en Gascogne sont bien connus pour leurs sauteurs et écarteurs.
La course de recortadores est une tradition semblable mais bien plus dangereuse du « saut au-dessus du taureau ». Cette version non-violente de la course est pratiquée dans quelques régions de l'Espagne. Les exécutants sont connus sous le nom de recortes. Les athlètes se concurrencent pour esquiver et sauter au-dessus de taureaux sans l’utilisation de cape ou d'épée. 
Certains recortes utilisent une longue perche. Ils sautent à la perche par-dessus l'animal lors de son attaque, ces taureaux sont bien plus grands que le type de vachettes employées lors de la Course landaise. Les animaux ne sont pas entravés par des cordes de guidage ou des dispositifs de sécurité semblables.